# Pietat Palestrina
La Pietat de Palestrina és una obra d'escultura, atribuïda a Miquel Àngel, que es troba a la Galleria dell'Accademia a Florència, junt al David, una altra obra de l'artista, i consta d'un grup amb Crist, la Mare de Déu i Maria Magdalena de dos metres i mig d'altura.
El nom de l'obra prové del fet, que durant un temps va estar col·locada a la capella fúnebre del cardenal Antonio] Barberini, a l'interior de l'església de Santa Rosalía a Palestrina, on per primera vegada es troba citada com a esbós de Miquel Àngel el 1756 en Storia di Palestrina per Cecconi. L'estat italià la va comprar el 1939 per exposar-la a la Galleria dell'Acadèmia a Florència.
Existeix un dubte sobre la paternitat de Buonarroti sobre aquesta obra, perquè malgrat la seva importància, no es troba citada a cap document de l'època, mentre la resta de la seva producció artística es troba referida amb precisió.
S'especula que Miquel Àngel l'hagués esculpida directament a una pedrera de Carrara, mentre estava ocupat al subministrament de marbres per a les seves obres. De fet, està esculpida en un gran bloc de marbre romà de l'època imperial, també a la seva part posterior es troba visible la decoració en forma de fulla d'acant d'una part d'arquitrau antic.
Els autors que l'atribueixen a Miquel Àngel l'han col·locada entre les últimes obres del mestre, realitzada prop de 1550, (datada a Gazette des Beaux Arts (1907) per A. Grenier) quan a Roma, sense cap encàrrec, treballada per a si mateix al tema de la pietat, per a la utilització en la seva sepultura. Es troba alguns traços del projecte similars amb altres obres de l'escultor, per exemple en la proporcions de les cames del Crist, es pensa que la resta de la figura la va poder realitzar sota la seva direcció per un alumne.